# Amantia
Amantia vagy Abantia (ógörög Ἀμάντια, Ἀβάντια, latin Amantia) ókori illír város Illíria és Epirusz határvidékén. Ma az Amantiai Régészeti Park (Parku Arkeologjik i Amantias) kezelésében álló romváros Albánia délnyugati részén, Vlorától légvonalban 20 kilométerre délkeletre, a Shushica és a Vjosa folyók közén emelkedő Griba-hegységben, Ploça falu északi határában. A történeti források szerint az illírek közé tartozó amantok legfontosabb települése volt, akik a régészeti adatok alapján az i. e. 6. század második felében telepedtek le itt. Az i. e. 5. században fallal erődített várost az i. e. 4. századtól erőteljes hellenizációs folyamatok érték, és az i. e. 3. században az amantok koinonjának saját pénzt is kibocsátó székhelye, jelentős kultikus hely lett. Egyes nézetek szerint lakói az i. e. 2. századra elgörögösedtek, akik a római hódítást követően is háborítatlanul használhatták görög nyelvüket és tovább virágozhatott görögös kultúrájuk is. Az i. sz. 4. században ókeresztény püspöki székhely lett, lakói azonban a közeli kikötőváros, Aulón vonzásában fokozatosan elhagyták, és a 6. század végére Amantia elnéptelenedett.
Régészeti szempontból a romváros fő nevezetességei az Albánia területén legteljesebben fennmaradt, i. e. 3. századi sztadion, valamint a tiszta görög stílusban épült Aphrodité Pandémosz-szentély maradványai.

## Története
Amantia az Aóosz (Vjosa) és a ma Shushica néven ismert folyók közén magasodó, természetes erődként kínálkozó hegygerincen épült fel, ahonnan katonai és kereskedelmi értelemben egyaránt ellenőrzés alatt lehetett tartani az Aóosz-völgy ezen szakaszát. A várost Pszeudo-Szkülax periplusza említette először az i. e. 4. században mint az amantok poliszát. A város alapításának időpontja a történeti munkák tükrében bizonytalan, az egyes szerzők az i. e. 7. század végére, az i. e. 5. századra vagy az i. e. 5–4. század fordulójára teszik. Az ellentmondás oka abban keresendő, hogy a történészek mást és mást értenek városalapítás alatt: ki a legkorábbi megtelepedést, ki az első városfalak megjelenését, ki pedig a hellenisztikus polisszá szerveződés kezdetét. A régészeti adatok tükrében az i. e. 7. század túlzóan korai időpontnak tűnik, csak annyi tudható, hogy az i. e. 6. század második felében már biztosan állt egy kisebb település Amantia helyén. Korabeli lakosainak sírjaiban korinthoszi agyagedényeket és bronzszobrocskákat, valamint apollóniai terrakottafigurákat találtak a régészek. Pauszaniasz adatai alapján az i. e. 5. században még Thronion volt az amantok székhelye, de a környező Apollónia, Aulón és Órikosz kikötővárosainak felvirágzásával az Aóosz völgyében fekvő Amantia is elindult a várossá válás útján. Az i. e. 5. század közepén erős fallal kerítették körbe a települést. Az amantiai nekropoliszok e századi sírmellékleteiben már a művészi kivitelezésű attikai, az i. e. 4. században pedig az itáliai vörösalakos vázák is megjelentek. Ugyanakkor az importkerámia mellett a leletek többsége az északabbra élő illírek anyagi kultúrájával való rokonságot támasztja alá. A körmotívumokkal vagy pontozással díszített vörös-okker fazekasmunkák és terrakottafigurák analógiái megtalálhatóak az apollóniai és a dimaléi leletanyagban is.
A hellenisztikus civilizáció földrajzi közelsége már az i. e. 4. század második felében kifejtette jótékony hatását Amantiára, ami robbanásszerűen felerősödött, amikor az i. e. 3. század elején a város I. Pürrhosz Épeiroszi Királyságának fennhatósága alá került. A városban ekkor jelentek meg a városfalakon kívüli temenosz (szentélykörzet) templomai, amelyek régészeti leletei Dodonai Zeusz, Pán, a nimfák, Aphrodité Pandémosz és egy Priaposzt idéző helyi istenség tiszteletéről vallanak, valamint arra utalnak, hogy Amantia fontos kultuszhellyé vált. A városban feltárt korabeli sírok mellékletei a gazdagság és jólét mellett annak is bizonyítékai, hogy Amantiában – stílusában az epiruszi Dodona mestereinek munkáit idéző – magas művészeti értéket képviselő bronzszobrászat alakult ki. A szellemi kultúra és a művészetek felvirágzása mellett Amantia városképében is nyomott hagyott a nagy iramú hellenizáció: a szentélyek mellett ekkor, az i. e. 3. században épült fel a város görög mintákat követő sztadionja is. Hogy az amantok már e korai időpontban, az i. e. 3. században görög mintára koinonba szerveződtek volna, arra nincsenek egyértelmű bizonyítékok, az Amantiából előkerült feliratok azonban visszaigazolják egy hellenisztikus önkormányzati forma kibontakozását. Ezek arról tanúskodnak, hogy a polisz önkormányzatában már megtalálhatóak voltak a bulé, a prütanisz, az ekklészia, az epimelét és az agónothetész intézményei, a város katonai védelmét a sztratégosz és a hipparkhosz irányította, a város társadalmában pedig elkülönültek a démiurgoszok.
Noha időközben az epiróta állam válsága miatt az amantok régiója ismét az illír világ hatósugarába került, a jelek szerint társadalmi fejlődésük és önkormányzatuk eljutott arra a szintre, hogy sem az Illír Királyság, sem a Makedón Királyság uralkodói nem tudták hatalmukat tartósan kiterjeszteni felettük. Önállósodásuk másik meghatározó jele volt, hogy az i. e. 3. század második felében – egyes források szerint i. e. 230 után – a közeli, szintén látványosan hellenizálódó Bülliszhez és az amantok koinonjából kivált Olümpéhez hasonlóan Amantia is saját, az epiróta érmék motívumait másoló pénzt veretett. Az előlapjukon Dodonai Zeusz portréját, hátlapjukon Zeusz attribútumát, a villámköteget ábrázoló pénzeiken ethnoszukat is feltüntették (ΑΜΑΝΤΩΝ / AMANTÓN). A Selim Islami által Amantiában feltárt i. e. 3. századi, 317 tételes éremkincs csaknem felét így is az Epiróta Szövetség pénzei tették ki, és csupán negyede volt amant drachma; ugyanakkor az illír területekkel való kapcsolatok továbbélését jelzi a lelet 15%-át kitevő apollóniai, órikoszi és epidamnoszi pénzérme. Amantia kiterjedt kereskedelmi kapcsolataira utaló adat, hogy amantiai érmék kerültek elő az egykori Parthinia területén folytatott ásatásokról is.
A hellenizálódás olyan fokú volt az amantok körében, hogy az i. e. 2. századra már bizonyos szempontból a hellén világ részének számítottak. Így például a delphoi görögök az i. e. 2. század elejétől az illírek közül egyedüliként Bülliszt és Amantiát hívták meg rendszeresen a püthói játékokra. Egyes források az amantok asszimilálódását, elgörögösödését sem zárják ki az i. e. 2. század kapcsán. A harmadik római–makedón háborúval (i. e. 171–168) járó pusztítástól, valamint a rómaiak ezt követő katonai büntetőhadjáratától az amantok székhelye szerencsésen megmenekült, sőt, az i. e. 168 utáni római fennhatóság alatt is megőrizhette autonómiáját. Továbbra is saját pénzt verhettek, megőrizhették görög nyelvüket és görögös kultúrájukat. Az ebből az időszakból fennmaradt feliratok alapján az amantok eddigre már bizonyosan koinonba szerveződtek, és az amantiai városi tisztségek sorában megjelent a gümnasziarkhoszé is, megkezdték működésüket a rabszolgákkal dolgoztató első állami műhelyeik. Ahhoz azonban, hogy jelentőségét annyi más illír városhoz hasonlóan ne veszítse el, társadalmi fejlettsége mellett az is hozzájárult, hogy Amantia a római időkben az Apollóniát Nicopolisszal összekötő út egyik fontos állomása volt, emellett kézműveseik fegyverzettel látták el a római sereget. A császárkorban ha lassan is, de megindult Amantia romanizálódása, jóllehet, az első – egy városi magtár építtetéséről szóló – latin nyelvű felirat kései időszakból, az i. sz. 2. századból ismert.
A gótok 5. századi pusztításait Amantia városa túlélte, lakói vastag falaik közé húzódva vészelték át a megismétlődő betöréseket és dúlásokat. A bizánci fennhatóság alá kerülést követően Amantia az egykori Illíria egyik legkorábbi püspöki székhelye lett. A 343-as szerdikai zsinat résztvevői között feljegyezték Eulalosz amantiai püspök nevét. A 6. században, I. Iusztinianosz bizánci császár uralkodása alatt Amantia falait részlegesen megerősítették, valamint a korábbi Aphrodité Pandémosz-szentély mellett ekkor épült fel az az ókeresztény bazilika, amelynek romjai ma is láthatóak. Amantia mint ókeresztény püspöki székhely kisugárzó hatása jelentős lehetett, a 6. században a közeli Mesaplikban is épült bazilika. Az évszázad során ugyanakkor Amantia elveszítette jelentőségét, lakóinak nagy része a közeli kikötővárosba, Aulónba költözött, majd miután az amantiai püspökség székhelyét is áthelyezték, a 6. század végére fokozatosan elnéptelenedett.

## Régészeti feltárása
Amantia romjairól az osztrák Carl Patsch adott először hírt 1904-ben megjelent, a Berati szandzsákról szóló könyvében. A kutatók már a 20. század elején Amantiával azonosították a felszíni romokat. A második világháborút követő évtizedben feltárták a város falait, nekropoliszát és szentélyeit, illetve 1952 és 1957 között Hasan Ceka és Skënder Anamali vezetésével a sztadiont. 1985 és 1990 között Vasil Bereti irányításával újabb, i. e. 4–2. századi sírokat tártak fel a romváros nyugati részén. A 2000-es évekre a városfalak és a sztadion kivételével a korábban feltárt épületek állapota jelentősen leromlott. Az amantiai leletek egy része a vlorai Történeti Múzeum gyűjteményét gyarapítja.

## Régészeti leírása
Amantia romvárosa Vlorától légvonalban 20 kilométerre délkeletre, a Shushica és a Vjosa folyók által közrefogott Griba-hegységhez tartozó Ploçai-hegy kelet–nyugati irányú gerincén, 621 méteres tengerszint feletti magasságban fekszik, Ploça falu északi határában. Közúton Vlorától mintegy 35 kilométeres autózással, a Shushica völgyében futó SH76-os jelű főúton közelíthető meg, amelyről Ploça falut elhagyva balra, nyugati irányban kell letérni (é. sz. 40° 22′ 50″, k. h. 19° 42′ 40″40.380556°N 19.711111°E). Innen balra tartva az utolsó kilométert földúton kell megtenni. A Vjosa völgye, Tepelena városa felől az SH76-os főút nagyon rossz minőségű, a régészeti park ebből az irányból nehezen megközelíthető. A romváros sajátos, hosszan elnyúló, keskeny alakja miatt a feltárt régészeti emlékek nagy területen szétszórva fekszenek; az Aphrodité Pandémosz-szentély (é. sz. 40° 22′ 36″, k. h. 19° 41′ 41″40.376528°N 19.694667°E) és a sztadion (é. sz. 40° 22′ 45″, k. h. 19° 42′ 24″40.379278°N 19.706778°E) közötti távolság például több mint 1 kilométer. Az idegenforgalmi szempontból kiépítetlen régészeti park ingyenesen látogatható. Amantiától délkeleti irányban, légvonalban 14 kilométerre találhatóak a szintén az amantokhoz köthető matohasanaji erőd romjai.

### A városfalak és a városszerkezet

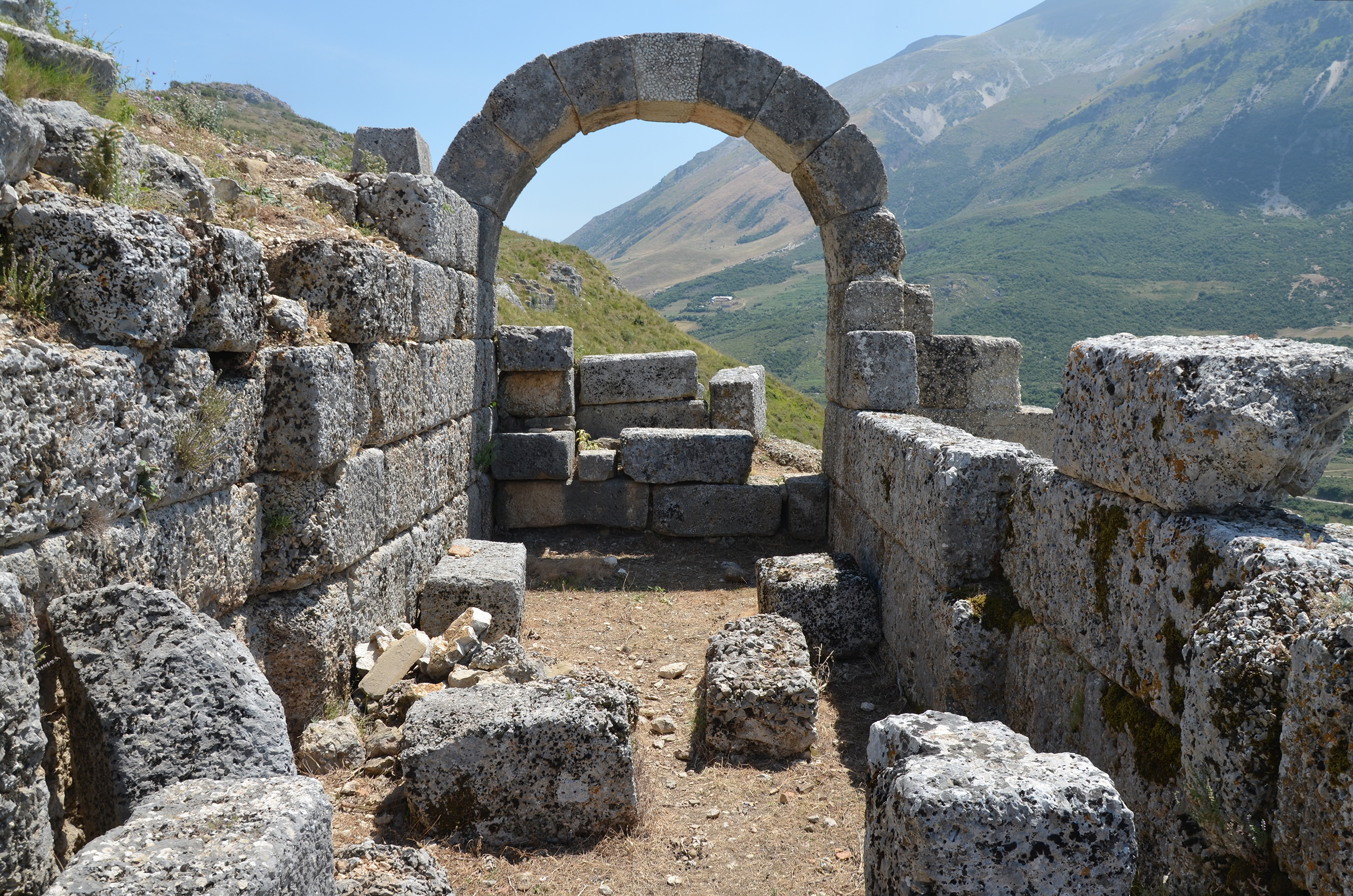
Az amantiai városkapuk egyike

A hosszan elnyúló, sziklás Ploçai-hegy gerincén végighúzódó romvárost minden oldalról nehezen járható kőszálak és szirtek övezik, egyedül északról határolja lankásabb hegyhát. A domborzati viszonyokhoz alkalmazkodva a város területe kelet–nyugati irányban elnyújtott, a városfalak által közrezárt 15–20 hektáros terület hosszanti tengelye 950 méter, legnagyobb szélessége 150 méter. A 2100 méter hosszú városfal az i. e. 5. század közepén épült fel, amit az i. e. 4. század közepén több helyütt átalakítottak: az addig egyenes vonalvezetésű falat – epiruszi, phoinikéi és kasszópéi mintára (moenia aeacia) – helyenként fűrészfogszerű kiszögellésekkel, támpillérekkel, tornyokkal és bástyákkal törték meg. Ugyancsak az i. e. 4. században alakították ki vagy építették át a falakon nyíló három boltíves városkaput is. Magát a falazatot eredetileg sokszöghasáb alakú kövekből rótták fel, a technikai fejlődést jelzi az i. e. 4. században megjelent, gondosan megmunkált négyszöghasáb kváderkövek megjelenése. A keleti városfal mintegy 3 méteres magasságban napjainkig fennmaradt, ahol helyenként láthatóak még a 6. századi Iusztinianosz-féle erődítési munkálatok nyomai is. A védművet tagoló néhány torony, támpillér és három városkapu felmenő falai szintén fennmaradtak.
Más hegytetőre épült illír városokhoz hasonlóan a falakkal közrezárt Amanti területét is teraszosan képezték ki, ezeken, illetve helyenként a sziklás felszínbe vágott alapokon emelték lakóépületeiket. Hogy a városszerkezetet hellén és epiróta mintára négyzetrácsos utcaszerkezet jellemezte volna, még nem igazolták vissza a régészeti ásatások, de a jelek szerint a lejtős hegygerinc inkább spontán módon épült be. A város középpontjában fekvő agora még a 2010-es évek elején is feltáratlan volt, de a felszínen található oszlop-, épületdísz- és szobortöredékek gazdag hellenisztikus építészeti örökséget sejtetnek.

### A nekropoliszok
Amantia nekropoliszai a városból kelet és nyugat felé egykor kivezető utak mentén, valamint a sztadion környékén találhatóak. Mellékletekben gazdag sírjaik fejlett, városias életmódról vallanak, az albániai ókori nekropoliszok közül – Bülliszé mellett – kiemelkednek a művészi kivitelű importkerámiák nagy számát tekintve. Különös figyelmet érdemel a nekropolisznak az a része, ahol az i. e. 4. század közepéről származó makedón típusú, folyosóból (dromosz) és boltozatos sírkamrából álló monumentális sírok sorakoznak.

### A szentélykörzet

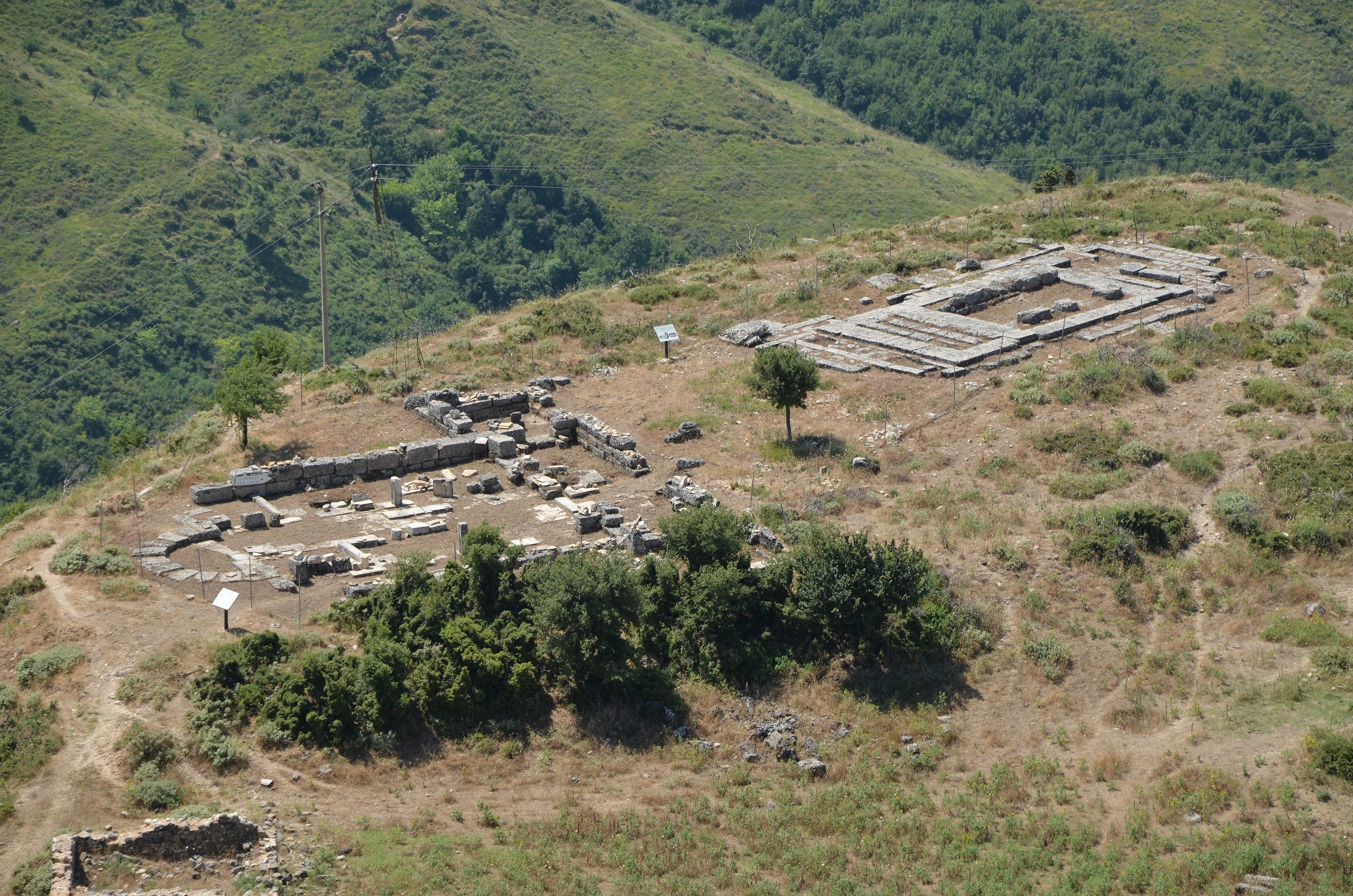
A hellenisztikus Aphrodité Pandémosz-szentély (jobbra) és az ókeresztény bazilika (balra) romjai

A város északkeleti részén már az i. e. 6. században állt egy szentély, amelyet az i. e. 4–3. század folyamán is aktívan használtak az amantiaiak. Az itt folyó korai kultuszról az ásatásokon előkerült apollóniai terrakottafigurák vallanak. Amantia temenosza (szentélykörzete) azonban csak az erőteljes hellenizálódás korszakában, az i. e. 3. században épült ki a városon kívül, a délnyugati városfalak előterében (a régészeti irodalomban helyenként peçi körzet / area of Peç néven hivatkoznak a temenoszra). Az itt feltárt épületmaradványok Dodonai Zeusz, Pán és a nimfák tisztelete mellett a később kialakult Aphrodité Pandémosz – az alantas érzéki örömöket képviselő Aphrodité-alak – kultuszáról vallanak. Az amantiaiak vallási életének sajátos vonatkozása volt a görög termékenységistent, Priaposzt idéző – egy i. e. 3. századi amantiai kőfaragványon ugyancsak hatalmas, erektált hímtaggal ábrázolt – helyi istenség kultusza, akit a kutatók némelyike egyúttal az Aóosz folyó isteni megtestesülésének is tart.
A temenosz legnevezetesebb építészeti emléke a támfalakkal megerősített teraszon álló Aphrodité Pandémosz szentélyének négyszöghasáb kövekből felépített maradványa. Noha napjainkban csupán a templom alapjai láthatóak, az még így is az Albániában ritka, tisztán görög stílusú szentélyek egyik kiemelkedő példája. A 17×7 méteres alapterületű peripterosz típusú templom 8,06×4,76 méteres, oszlopokkal övezett négyszögletes központi csarnokát (naosz) két oldalról egy-egy előcsarnok (pronaosz), valamint egy hátsó csarnok (opiszthodomosz) fogta közre. A naosz belső terét, ahonnan az Aphrodité-kultuszszobor töredékei is előkerültek, kettős árkádsor tagolta tovább egy nagyobb központi és két keskenyebb cellára. A naosz negyedik, a bejárat felőli oldalát négy dór oszlopból álló oszlopfolyosó (tetrasztülosz) keretezte. Az itt talált feliratnak köszönhetően tudjuk, hogy a szentélyt az i. sz. 1. században felújították.
Az Aphrodité-szentély szomszédságában egy kisebb hellenisztikus szentély állt, amelynek alapjaira az i. sz. 6. században, I. Iusztinianosz bizánci császár idejében egy ókeresztény bazilikát építettek. A közel négyzet alaprajzú, főhajóra és két mellékhajóra tagolt bazilikába egy oldalkápolnákkal szegélyezett, a főhajó tengelyére merőleges előcsarnokon (narthex) keresztül lehetett belépni. A félköríves apszisos szentélyzáródás közelében még láthatóak az egykori oltárasztal kőlábai, valamint a kő ablakkeretek töredékei is.

### A sztadion
Az amantiai, noha méreteit tekintve nem mondható monumentálisnak, az Albánia területéről ismert legteljesebben fennmaradt sztadion. A városon kívül, a délkeleti városfalak előterében álló épület szintén görög mintára épült az i. e. 3. században. A patkó alaprajzú, 60×12,25 méter alapterületű sztadion bejárata északkeleti irányból nyílt. Északnyugati oldalán tizenhét, délkeleti oldalán nyolc üléssor maradt fenn. A 3-4 ezer embert befogadó épület a feliratos leletek alapján elsősorban atlétikai versenyeknek adott otthont, emellett kultikus és politikai rendezvényeknek is kiemelt helyszíne volt. Számos atlétafigurát tártak fel az itt folyó ásatások során, közülük kidolgozottságában kiemelkedik egy ökölvívó fej nélküli szobrocskája. A régészeti adatok és az innen előkerült feliratok alapján a sztadion az i. sz. 3. századig használatban volt. A közelben egy gümnaszion alapjait is feltárták az itt folyó ásatások során.